# Macrinella clavipes
Macrinella clavipes är en kräftdjursart som först beskrevs av Hansen 1913.  Macrinella clavipes ingår i släktet Macrinella och familjen Colletteidae. Inga underarter finns listade i Catalogue of Life.